# Lexikon der gesamten Technik

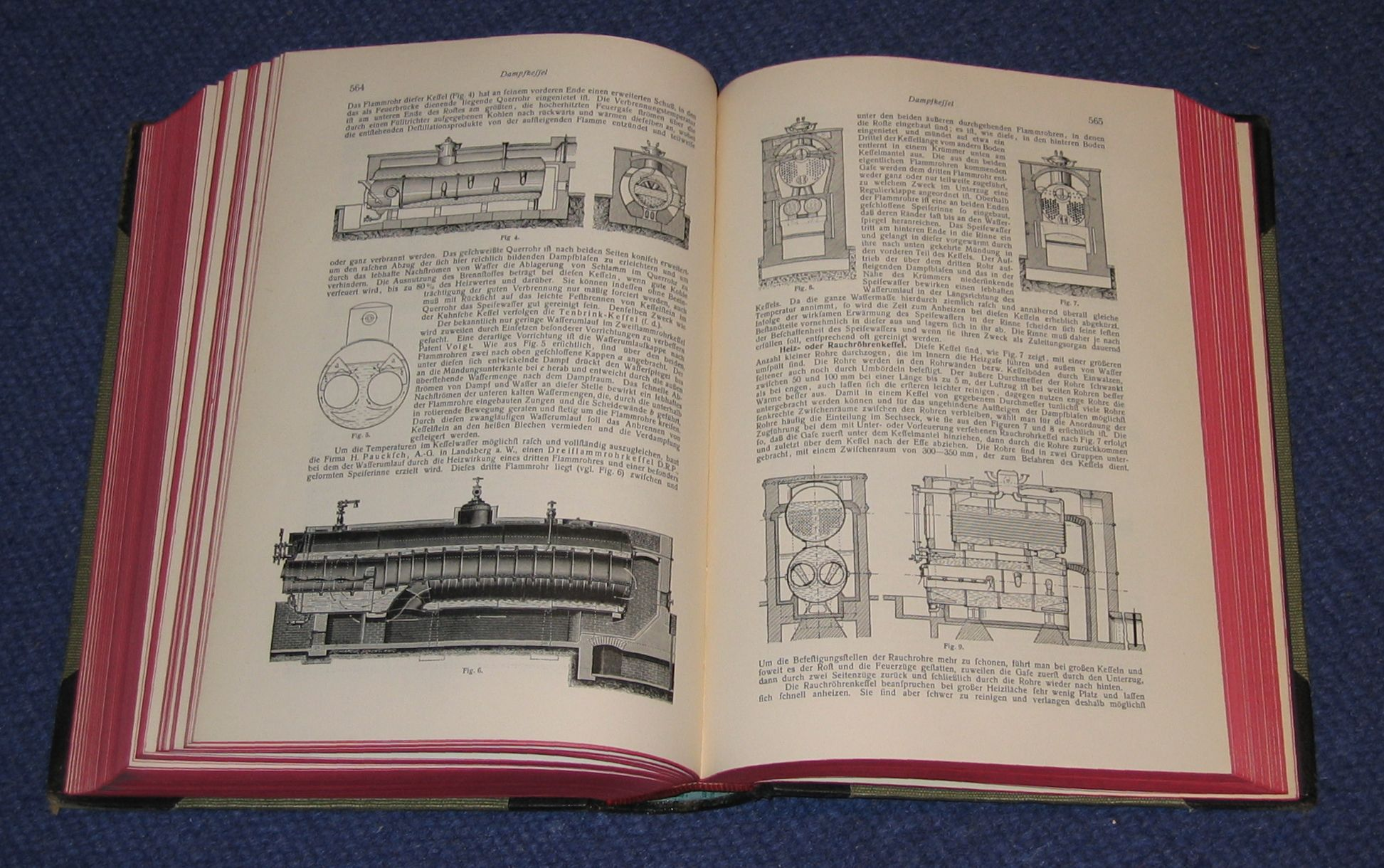
Artikel „Dampfkessel“ (chaudière à vapeur) in Lexikon der gesamten Technik, 2e édition de 1904

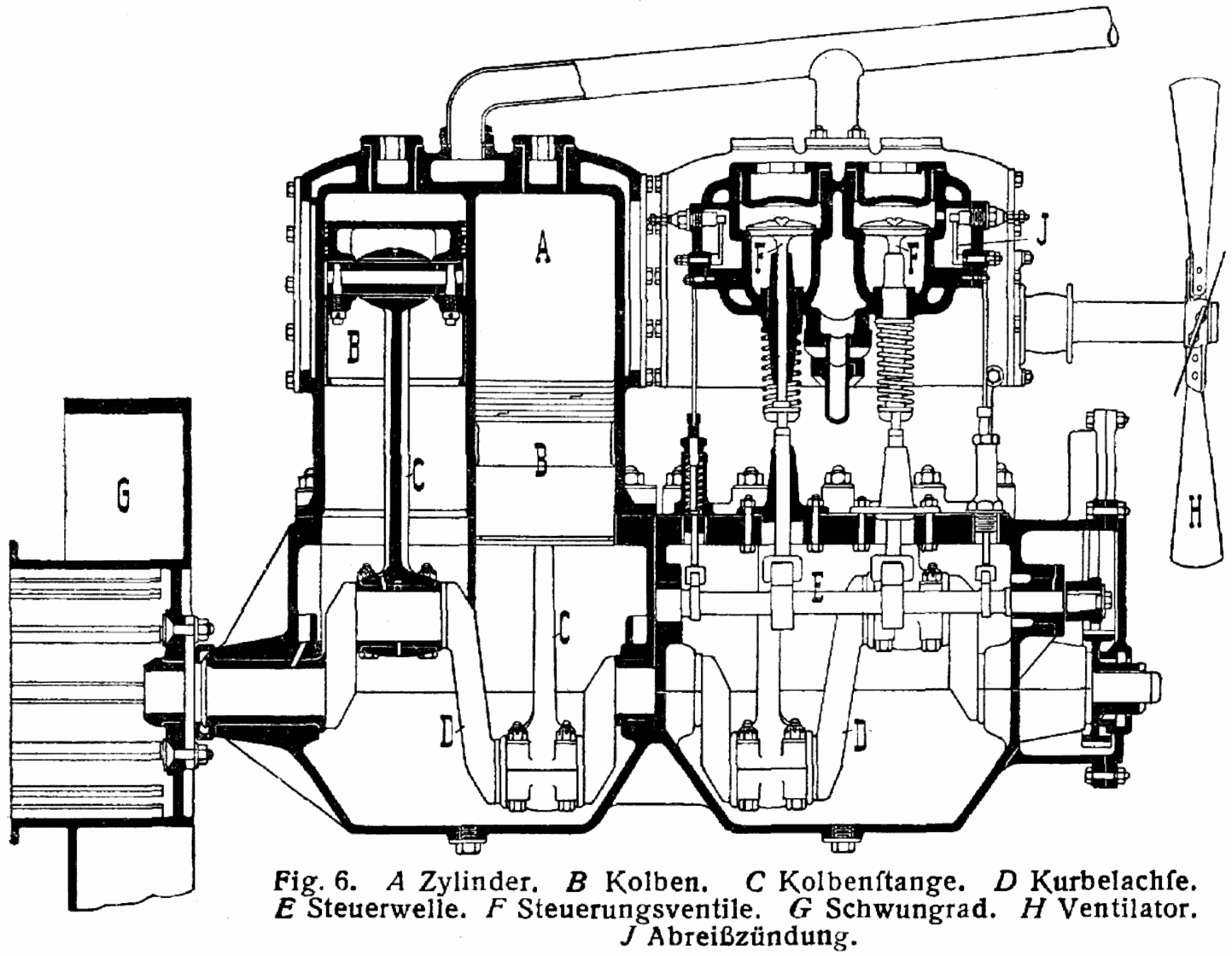
Moteur à combustion et explosion à 4 cylindres, 1904.

Le « Lexikon der gesamten Technik und ihrer Hilfswissenschaften » (littéralement : Dictionnaire de l'ensemble de la technique et de ses sciences utiles) est un ouvrage encyclopédique de référence en langue allemande, axé sur la technique, publié à l'origine par l'hydraulicien Otto Lueger (de) en 1898 et paru en quatre collections successives.
Otto Lueger (1843 - 1911) s'est assuré le concours de nombreux spécialistes avec pour objectif de « présenter l'ensemble du domaine de la technique de façon communément intelligible » mais aussi de « répondre aux besoins de techniciens et spécialistes de niveau avancé », le but étant aussi de combler une lacune dans la littérature encyclopédique disponible.
Chaque édition présente une période de l'histoire allemande : d'abord l'Empire allemand avec des machines variées mais aussi des sujets comme la balistique ou le gaz moutarde, puis la République de Weimar avec l'automobile ou la projection cinématographique, puis la République fédérale de l'après-guerre dans sa quatrième édition de 1960 à 1972. Cette dernière édition a pour ambition d'embrasser tous les domaines de la technique dans son acception la plus étendue. Cela va de l'industrie minière au principe d'incertitude d'Heisenberg en passant par la prospection sismique, du génie mécanique à la sécurité au travail, tout ce qui concerne un ingénieur ou un technicien se doit d'être recueilli dans l'ouvrage.
La quatrième édition du Lueger existe aussi en édition de poche de 50 volumes classés par thèmes. Une partie d'entre eux s'intitule par exemple « Dictionnaire de l'ingénierie de précision », paru en 6 tomes en 1972, et dont le contenu traite de bureautique, d'instruments de mesure et de réglage, de systèmes de contrôle électronique, d'optique et de radiocommunication.
Le Lueger paraît sous forme papier, la deuxième édition est parue en DVD.

## Éditions
- 1re édition, 7 volumes, 1894–1899 - classement alphabétique
- 2e édition, 8 volumes, 1904–1910 (avec deux compléments en 1914 et 1920) - classement alphabétique
- 3e édition, 6 volumes, 1926–1929 (avec un Index) - classement alphabétique
- 4e édition, 17 volumes, Deutsche Verlags-Anstalt, Stuttgart 1960–1972 - classement par thèmes

1  Construction mécanique
2  Électrotechnique et Technologie nucléaire
3  Matériaux et Contrôle non destructif
4  Industrie minière
5  Dictionnaire de la métallurgie
6  Technologie et production énergétique
7  Technologie et production énergétique
8  Ingénierie manufacturière et machines-outils
9  Génie énergétique
10 Génie civil
11 Génie civil
13 Ingénierie automobile
14 Ingénierie de précision
15 Génie industriel
16 Génie des procédés
17 Index